# Tricentra flavitornata
Tricentra flavitornata là một loài bướm đêm trong họ Geometridae.